# Tsawout
Die Tsawout sind eine der auf Vancouver Island lebenden First Nations der pazifischen Küste Kanadas. Dabei gehören sie zu den um Victoria lebenden Saanich.
Insgesamt zählte die Regierung 766 Menschen zu den Tsawout. Ihre Häuser stehen an der Brentwood Bay. Sie sind eine der fünf Wohnhausgruppen oder „Familien“ der Saanich, zu denen neben den Malahat und Pauquachin (zwischen Gordon Head und Cowichan Head) auch die Tsartlip (an der Brentwood Bay) und die Tseycum (an der Patricia Bay) gehören.
Sie alle gehören zur Gruppe der North Straits Salish oder Lekwungaynung sprechenden Stammesgruppe, zu denen die Saanich, die Songhees und die T'sou-ke First Nation gehören. Diese wiederum gehören zu den Küsten-Salish, die zwischen Vancouver Island und Washington leben.

## Geschichte

### Vertrag mit der Hudson’s Bay Company
1852 schloss Gouverneur James Douglas zwei Verträge mit den Saanich. Dabei schloss er einen am 6. Februar mit den südlichen Saanich, also den Pauquachin und Malahat, und einen am 11. Februar mit den nördlichen Saanich – unterzeichnet von Hotutstun und 117 weiteren Personen. Gegen mehrere hundert Decken war dieser Vertrag die Grundlage, ihnen ihr Land zu nehmen, ähnlich wie schon 1850 den benachbarten Songhees. 1877 wurden ihnen Reservate zugewiesen.

### Reservate
Die heutigen Reservate sind im Einzelnen: East Saanich 2 (237,7 ha), Fulford Harbour 5 (17,4 ha), Saturna Island 7 (145,7 ha), Pender Island 8 (3,2 ha), Bare Island 9 (10,5 ha) und Goldstream 13 (4,8 ha). Im August 2008 lebten 459 registrierte Tsawout in ihren Reservaten, 83 in anderen Reservaten, 217 außerhalb.

## Aktuelle Situation
1987 gelang es den Tsawout den Bau einer Marina zu verhindern, wobei sie sich erfolgreich auf den Vertrag von 1852 beriefen.